# Municipio de West Branch (condado de Marquette)
El municipio de West Branch (en inglés: West Branch Township) es un municipio ubicado en el condado de Marquette en el estado estadounidense de Míchigan. En el año 2010 tenía una población de 1623 habitantes y una densidad poblacional de 17,52 personas por km².

## Geografía
El municipio de West Branch se encuentra ubicado en las coordenadas 46°22′48″N 87°17′39″O / 46.38000, -87.29417. Según la Oficina del Censo de los Estados Unidos, el municipio tiene una superficie total de 92.65 km², de la cual 91,9 km² corresponden a tierra firme y (0,81 %) 0,75 km² es agua.

## Demografía
Según el censo de 2010, había 1623 personas residiendo en el municipio de West Branch. La densidad de población era de 17,52 hab./km². De los 1623 habitantes, el municipio de West Branch estaba compuesto por el 88,66 % blancos, el 2,09 % eran afroamericanos, el 3,7 % eran amerindios, el 0,62 % eran asiáticos, el 0,18 % eran de otras razas y el 4,74 % eran de una mezcla de razas. Del total de la población el 1,6 % eran hispanos o latinos de cualquier raza.